# Thoralf Klouman

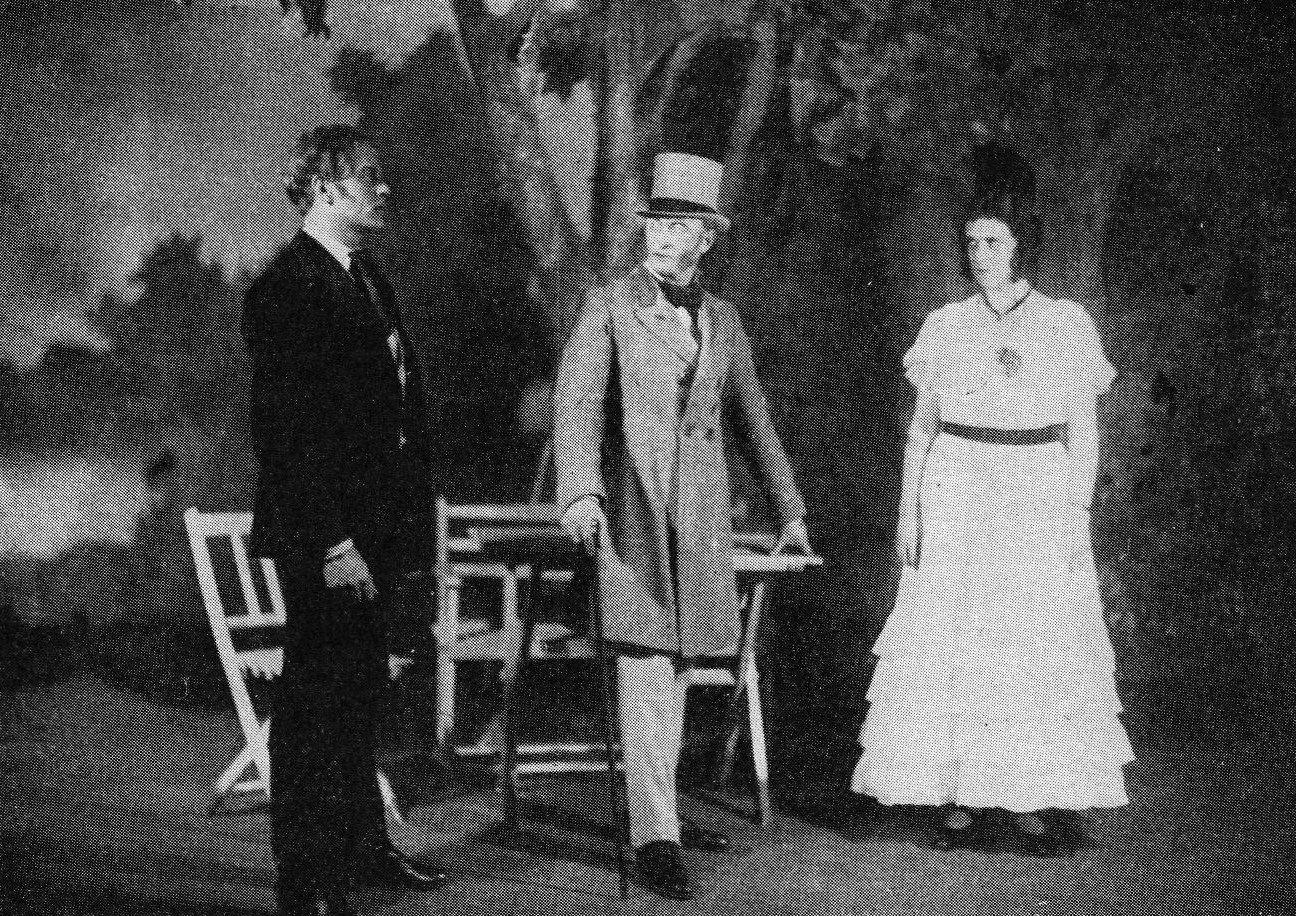
Thoralf Klouman (mitten) som Guldstad, Hans Jacob Nilsen som Falk och Ellen Isefiær som Svanhild i Ibsens Kjærlighedens komedie på Centralteatret 1928.

Thoralf Klouman, född 26 april 1890 i Innvik (nu Stryns kommun), Sogn og Fjordane, död 17 maj 1940 i Oslo, var en norsk karikatyrtecknare, illustratör, animatör och skådespelare.
Klouman var elev till Johan Fahlstrøm 1908 och tog teckningsklassen vid Kunstakademiet 1914. Han var en intelligent karaktärsskådespelare med stor maskeringsförmåga. För det mesta var han knuten till Centralteatret, där han bland annat spelade Guldstad i Henrik Ibsens Kjærlighedens komedie och Tesman i Ibsens Hedda Gabler. Från 1909 ägnade han sig vid sidan av teatern åt karikatyrteckning, och återgav med humor samtidens kända män och kvinnor i Tidens Tegn, Dagbladet och Aftenposten. Klouman var en av Norges främsta karikatyrtecknare under mellankrigstiden; särskilt i hans teckningar från Osloteatrarnas premiärer fanns det både skarp kritik och fin inlevelse. Hans karikatyrer gavs ut i flera band: Ondskap (1912), Karikaturer (1917), Tidens tegner (1922) och Kloumans karikaturer (1925). Han var också en pionjär inom norsk tecknad film.

## Filmografi (urval)
- 1934 – Sangen om Rondane
- 1935 – Du har lovet mig en kone!
- 1937 – To levende og en død